# Heather Dyer
Heather Dyer (* 1970 in Schottland) ist eine britische Kinderbuchautorin.

## Leben
Dyer wuchs im Norden von Wales auf. Als sie 10 Jahre alt war, zog sie mit ihrer Familie nach Kanada. Nach Beendigung der Schule bereiste sie für einige Jahre verschiedene Länder und schlug sich in verschiedenen Berufen durch. Schließlich entschied sie sich Kinderbücher zu schreiben. 2002 veröffentlichte Dyer mit dem Bilderbuch Tina and the Penguin ihr erstes Werk. Es folgten mehrere Kinderbücher. Ihr Buch The Fish in Room 11 erhielt 2006 den Highland Children's Book Award. The Boy in the Biscuit Tin wurde 2008 für den Galaxy Best British Children's Book Award nominiert.
Sie war von 2008 bis 2009 Fellow der University of Worcester, von 2009 bis 2011 Fellow des University of Wales Institute, Cardiff und von 2012 bis 2013 Fellow der Aberystwyth University.
Dyer lebt heute in Wales. 

## Veröffentlichungen
- Tina and the Penguin (2002)
- The Fish in Room 11 (2004) (dt.: Nixen in Zimmer 11, 2006)
- The Girl with the Broken Wing (2005) (dt.: Ein Engel auf unserem Dach, 2010)
- The Boy in the Biscuit Tin (2007)
- Ibby's Magic Weekend (2008)